# E-まちタウン
e-まちタウン株式会社（イーまちタウン、英称: e-machitown Co., Ltd.）は、インターネットメディア広告企業。旧社名は、株式会社クレイフィッシュ。

## 概要
1995年10月に、松島庸らを中心に、株式会社クレイフィッシュとして設立された。中小企業が自社のサーバーを持たずに電子メールなどを使えるようにするホスティング事業Hitmailを手がけ、未開拓だった中小企業市場で先行した。
2000年3月に、東証マザーズと米店頭株式市場（NASDAQ）の日米同時上場を成し遂げた。これは日本企業としては初である。しかし、その後のITバブルの崩壊により、市場での評価は株価と共に急落。さらに、経営陣が営業部門として提携していた光通信と対立。融資の担保として差し入れた社長個人保有の株式1000株が行方不明となったと判明し、経営混乱の責任を取って2001年5月18日に社長が辞任するなどした。
2006年2月に、e-まちタウン株式会社へ商号変更、地域情報サイト「e-まちタウン」の創設と運営（2015年11月30日撤退）、レンタルサーバー事業その他インターネット関連商材の販売を行う。連結子会社はモバイルインターネット広告に特化したメディアREP「ファイブエニー」、広告代理店の「ファーストチャージ」、宿泊施設予約サイトの「ベストリザーブ」、モバイルリサーチの「ORIMO」などがある。

## 「e-まちタウン」事業
e-まちタウン株式会社の事業の一つに、社名にもなっている地域情報ポータルサイト「e-まちタウン」の運営があった。
日本国内の都道府県や市区部（一部の市や東京23区の区など）に対応するタウンが構成された。それぞれのタウンの運営は、e-まちタウン直営で行う場合と、そのタウンの地元企業が行う場合があり、315のタウン（2010年1月1日時点）それぞれが個別のドメインを取得しているのも大きな特徴であった。活発に利用されているタウンに、e-まちタウン第一号の豊島区タウンのほか、新宿区タウン、板橋区タウン、仙台タウン、神戸タウン、甲府タウン、富山タウン、大阪タウンなどがあり、320超のボードが立った。
ポータルサイトの常で「e-まちタウン」にディレクトリー登録した個別のドメインは、検索エンジン最適化の強化によりGoogle から不正なリンクとみなされる事例が発生、ウェブ検索の順位に影響したことがある。
運営会社は主に「MyPage」と呼ばれるタウン内の企業・店舗PRサイトの広告主募集やサイト作成などを行って、ポータルサイトとしては全国最大規模を誇った。運営会社の入らないタウンでは企業PRがほとんど掲載されず、マクドナルドやダイソーなど全国展開の店舗の紹介などにとどまった。
2011年7月にはe-まちタウンのIDでShareeeにログインできるようになり、同年Androidアプリ（11月）、iPhone、iPad用のアプリ（12月）を公開。やがて会員数は数十万規模とされた。
不正アクセス発生のため2015年8月17日にサービスを停止すると、「e-まちタウン」サイトのサービスは2015年11月30日に終了した。

### まちログ
「住民」や「マチシリ博士」、「タウンマスター」と呼ばれるタウンユーザーは、「まちログ」として自由にブログ、タウン内の店舗や企業に口コミ（みんなの声・口コミ）などを載せることが可能であった。住民同士の交流も、掲示板やサークルなどを利用して行われ、掲示板はペットの譲渡目的で利用されるケースが多かった。
携帯電話の対応ページが用意され、初期にはアクセス障害が起こりやすく閲覧が困難な状況にあった（2009年3月時点）。2010年11月11日、サイトのトップページをリニューアルして以降、アクセス障害は起こっていない。2010年11月19日時点でサイトの各地域のtopページに写真を投稿できるようにした。

## 沿革
- 1995年 - 株式会社クレイフィッシュ設立。
- 1999年 - 光通信の子会社となる。
- 2000年
  - 3月8日 - NASDAQ国内市場に米国預託株式（ADS）を登録。
  - 3月10日 - 東京証券取引所マザーズに上場。
- 2001年5月18日 - 創業者の松島庸が社長を辞任[3]。
- 2003年11月24日 - NASDAQのADSを登録廃止。
- 2006年2月 - 商号をe-まちタウン株式会社へ変更。
- 2007年12月14日 - 株式会社ベストリザーブの株式を株式会社ライブドアホールディングス（現・LDH）から譲受け、子会社化。
- 2009年8月 - 株式会社エステートソリューションを子会社化。
- 2010年4月 - 株式会社GOLUCKを子会社化。
- 2011年2月 - SBMグルメソリューションズ株式会社を子会社化。
- 2012年
  - 3月 - 株式会社ビューティーホールディングスを子会社化。
  - 12月26日 - 東証マザーズの上場廃止。
- 2013年1月1日 - 株式交換により株式会社光通信の完全子会社となる[11]。
- 2015年10月29日 - 「e-まちタウン」の閉鎖を発表[9]。
- 2021年6月2日 - 商号を株式会社セレクトネットワークへ変更。

## 関係会社

### 連結子会社
- 株式会社ファーストチャージ - モバイルを中心としたインターネット広告代理店事業
- 株式会社ファイブエニー - モバイルを中心としたメディアレップ事業
- SBMグルメソリューションズ株式会社 - 飲食業界向けソリューション事業
- 株式会社エステートソリューション - 不動産業界向けソリューション事業
- 株式会社GOLUCK - アミューズメント業界向けソリューション事業